# Bob Gruen

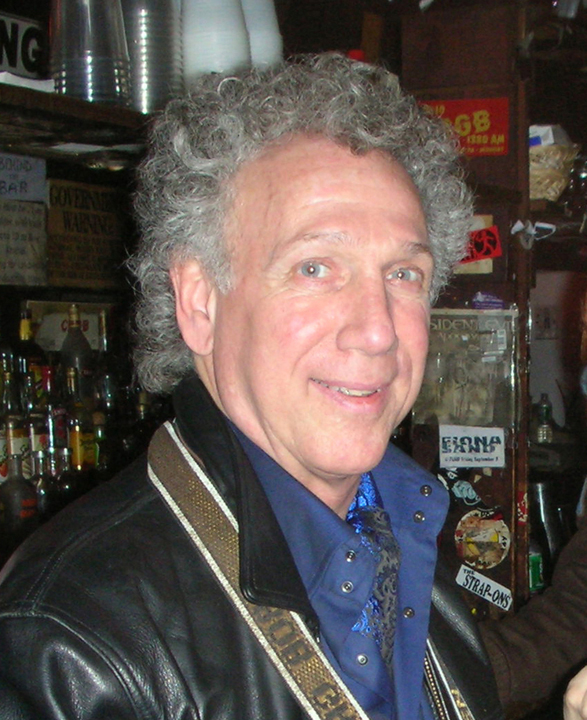
Bob Gruen (2006)

Bob Gruen (* 1945 in New York City) ist ein US-amerikanischer Fotograf, der vor allem für seine Bilder populärer Musiker bekannt ist. Gruen arbeitete unter anderem mit Musikern wie John Lennon, Led Zeppelin, The Rolling Stones, Elton John und Tina Turner.

## Leben
Gruen kam als Autodidakt zur Fotografie. Sein erstes professionelles Foto eines Musikers entstand beim Newport Folk Festival 1965, als Gruen einen Fotopass ergatterte und ein Foto Bob Dylans schoss. Danach arbeitete er lange Jahre als Freelancer.
Bekannt wurde er vor allem in den 1970er Jahren als persönlicher Fotograf von John Lennon und Yoko Ono. Unter anderem schoss er das ikonische Foto Lennons in einem T-Shirt mit dem Schriftzug „New York City“.
Für die Zeitschrift Rock Scene begleitete er als Fotograf Punk- und New-Wave-Bands wie die New York Dolls, Blondie und die Ramones auf ihren Tourneen.
Im Jahr 2011 entstand der Dokumentarfilm Rock ‘N’ Roll Exposed: The Photography of Bob Gruen unter der Regie von Don Letts.
Bob Gruen lebt mit seiner Frau Elizabeth in Greenwich Village, New York. Sein Sohn Kris Gruen ist Musiker und lebt im US-Bundesstaat Vermont.

## Werke
- Chris Charlesworth, Bob Gruen: Chaos, the Sex Pistols. Omnibus Press, 1990, 128 Seiten, ISBN 978-0711921214
- Yoko Ono, Bob Gruen: Sometime in New York City. Genesis Publications, 1995, 236 Seiten, ISBN 978-0904351453
- Bob Gruen: Crossfire Hurricane, 25 Years of the Rolling Stones. Genesis Publications, 1998, 128 Seiten, ISBN 0904351580
- Bob Gruen: The Clash, Photographs by Bob Gruen. Bosworth Musikverlag, 2002, 320 Seiten, ISBN 978-1903399347
- Bob Gruen: John Lennon, the New York Years. Stewart, Tabori and Chang, 2005, 176 Seiten, ISBN 978-1584794325
- Bob Gruen: Rockers. Cosac & Naify Edições Ltda, 2007, ISBN 978-8575035924
- Bob Gruen: New York Dolls – Photographs by Bob Gruen. Abrams Image, 2008, 160 Seiten, ISBN 978-0810972711
- Bob Gruen: Rock Seen. Abrams Image, 2011, 288 Seiten, ISBN 978-0810997721
- Bob Gruen: Right Place, Right Time: The Life of a Rock & Roll Photographer. Abrams & Chronicle; Abrams Press, 2020, 380 Seiten, ISBN 978-1419742132.